# مسجد سيدي بلحسن الحلفاوي
مسجد سيدي بلحسن الحلفاوي هو مسجد من مساجد مدينة تونس، يقع في الحلفاوين بالرّبض الشّمالي للمدينة.

## الموقع
يقع المسجد بنهج حمّام الرّميمي عدد 87.

## التّسمية
يعود المسجد لسيدي بلحسن الحلفاوي أحد أبناء الولي الصّالح سيدي محمّد الحلفاوي، الذي كان يعد من مؤيّدي الطّريقة الشاذلية.

## التّاريخ
تمّ بناؤه سنة 1640 ميلادي الموافق ل1050 هجري في العهد المرادي.